# حسن صاحب المعالم
الشيخ جمال الدين أبو منصور الحسن بن الشيخ زين الدين ابن علي بن أحمد، ابن الشهيد الثاني العاملي الجبعي، معروف بالشيخ حسن صاحب المعالم نسبة إلى كتابه معالم الدين، من فقهاء الشيعة المحققين، أديب وشاعر.

## ولادته ونشاته
ولد في العشر الأواخر من شهر رمضان سنة 959 هجرية في قرية جباع في جبل عامل، قُتل والده وهو ابن ست سنين.

## دراسته وأساتذته
زامل الشيخ حسن صاحب المعالم ابن أخته محمد صاحب المدارك وكانا كفرسي رهان في الدراسة، كما كانا شريكين في كل شيوخهما وجميع دروسهما.
كان بدء دراستهما للعلوم الشرعية في جبل عامل، فقد أخذا نصيبا من العلم من تلامذة أبيهما.
وقد اجتمعا بالشيخ بهاء الدين في الكرك لما سافرا إليها.
وبعدها ذهبا إلى العراق حيث اتفق لهما لقاء المحقق الأردبيلي والمولى عبد الله اليزدي بالحضرة الغروية، وذلك بحدود سنة 993 هجرية وأخذا في قراءة مراتب المنطق والرياضيات لدى الثاني، وفي قراءة المتون الأصولية والفقيهة على الترتيب لدى الأول إلى أن استوفيا في زمان قليل مبلغهما من العلم والتحقيق، وبعدها عادا إلى جبل عامل وعملا في التصنيف والتدريس.
وأبرز أساتذته في جبل عامل والنجف:
1. المحقق أحمد بن محمد الاردبيلي (المعروف بالمقدّس الأردبيلي) تُوفّي في المشهد الغرويّ المقدّس بالنجف في شهر صفر سنة 993هـ، ودُفن في الحجرة المتصلة بالمخزن المتصل بالرواق الشريف.
2. الشيخ عبد الله بن الحسين اليزدي
3. الشيخ علي بن الحسين الصائغ العاملي [4](المتوفّى عام980هـ): تلميذ الشهيد الثاني، دفن بقرية (صدّيق) العاملية، له عدة مصنفات منها (شرح كتاب الإرشاد) و (شرح الشرائع).
4. على بن أبي الحسن صهر الشهيد الثاني وتلميذه ووالد صاحب المدارك: وقد أجازه إجازة مختصرة، تاريخها سنة 984 هجرية.[5]
5. الشيخ عز الدين حسين بن عبد الصمد والد الشيخ بهاء الدين العاملي وهو من تلامذتة أبيه الشهيد الثاني.
6. الشيخ أحمد بن سليمان العاملي البياضي[6]، وهو من تلامذتة أبيه الشهيد الثاني.
7. علي بن فخر الدين الهاشمي العاملي، من تلامذة أبيه.[7]

## تلامذته
بعد رجوع صاحب المعالم من النجف إلى بلده جُباع استقر بها واشتغل بالتدريس والتصنيف وقرأ على يده وروى عنه جملة من العلماء منهم:
1. الشيخ أبو جعفر محمد، ابنه والد الشيخ علي.
2. الشيخ أبو الحسن علي، ابنه الآخر.
3. إسماعيل بن علي العاملي الكفرحوني: أو إسماعيل بن محمد علي الكفرحوني، يروي عن العالمين حسن صاحب المعالم ومحمد صاحب المدارك.[8]
4. أخوه لأمه علي بن علي بن الحسين بن أبي الحسن الموسوي العاملي الجبعي: ولد في العام 970 هجرية في جباع، توفي في العام 1068 هجرية في مكة المكرمة، سكن فترة في جبل عامل ثم انتقل إلى مكة وأقام فيها حتى وفاته، له مصنفات منها: (شرح المختصر النافع) و (كتاب الفوائد المكية) و (شرح الإثني عشرية في الصلاة للشيخ البهائي). درس على أبيه وعلى أخويه صاحب المدارك (أخوه لأبيه) وصاحب المعالم (أخوه لأمه). وهو من أساتذة الحر العاملي.[9] وقد أورد له الطهراني رسالة (الأنيقة) وهي رسالة فارسية في التفسير[10]، كما وذكر له حسن الصدر[11] كتابين آخرين هما (غنية المسافر عن النديم والمسامر) وكتاب (تفسير قوله تعالى قل لا أسألكم عليه أجرا).
5. الشيخ نجيب الدين علي بن محمد بن مكي العاملي.
6. الشيخ حسين بن ظهير الدين العاملي[12]..
7. نجم الدين بن محمد الحسيني.
8. الشيخ عبد السلام بن محمد الحر، عم والدصاحب الوسائل.[13]
9. الشيخ علي بن محمد الحر العاملي (جد صاحب الوسائل): توفي في النجف مسموما وكان قد قرأ على صاحب المعالم.[14]
10. الشيخ أحمد بن علي بن سيف الدين العاملي الكفرحوني: له حواش على عدة كتب درس على صاحب المعالم وعلى الشيخ إسماعيل الكفرحوني.[15]
11. حسين بن علي الحسيني العاملي الجبعي: كان حيا عام 1001 هجري، عالم فاضل صالح من تلامذة صاحب المعالم.[16]
12. الشيخ زين العابدين بن محمد بن أحمد بن سليمان النباطي العاملي: هو أستاذ الشيخ محمد الحر (عم صاحب الوسائل) قرأ على الشيخ حسن صاحب المعالم.[17]
13. الشيخ عبد اللطيف بن علي بن أحمد بن أبي جامع العاملي: له مصنفات منها (كتاب الرجال) و (جامع الأخبار في إيضاح الاستبصار)، درس على صاحب المعالم وصاحب المدارك والشيخ بهاء الدين العاملي، توفي في منتصف القرن الثاني عشر الهجري.[18] وأورد له صاحب كتاب تكملة أمل الآمل[19] (كتاب في المنطق)، (حواشي على كتاب المعالم)، ورسالة (في رد كلام صاحب المعالم في التقليد والاجتهاد)
14. الشيخ نجيب الدين علي بن محمد بن مكي العاملي الجبيلي الجبعي: درس على كل من: الشيخ حسن صاحب المعالم ومحمد صاحب المدارك والشيخ بهاء الدين العاملي.[20] له عدة مؤلفات منها:[21] (شرح الرسالة الإثني عشرية لأستاذه الشيخ حسن صاحب المعالم) كما جمع ديوان أستاذه الشيخ حسن صاحب المعالم ورتّبه، وله أيضا (منظومة شعرية ضمنها وصفا لرحلته، وهي تزيد عن 2500 بيتا)، ومن كتبه (رسالة في حساب الخطأين) كما وأن له ديوان شعر.
15. الشيخ علي بن معالي العاملي.[22]
16. علي بن نجم الدين بن محمد العاملي.[23]
17. الشيخ مفلح بن علي العاملي الكونيني: توفي في العام 1152 هجرية. له حاشية على شرائع الإسلام وله رسائل أخرى. قرأ على الشيخ حسن صاحب المعالم وهو أستاذ الشيخ حسن الحانيني.[24]
18. الشيخ محمد بن محمد بن الحسين الحر العاملي:[25] (عم والد صاحب الوسائل) كان شاعرا مجيدا، قرأ على محمد صاحب المدارك والشيخ حسن صاحب المعالم والشيخ بهاء الدين العاملي، توفي عام 980 هـ، وله من المؤلفات، (نظم تلخيص المفتاح)، (رسالة في الأصول)، (رسالة في العروض).

## مؤلفاته
له تصانيف كثيرة ولكن أكثرها غير تام حيث أنه كان يشتغل في زمان واحد بتصنيفات متعددة فمن جملة تلك الكتب:
1. منتقى الجمان في الأحاديث الصحاح والحسان: اقتصر فيه على إيراد هذين الصنفين من الأخبار
2. معالم الدين وملاذ المجتهدين: خرجت منه مقدمته المشهورة في الأصول وشطر من كتاب الطهارة، وهو في كتابه هذا يعد من المجددين في علم الأصول، وقد اشتملت المعالم على جملة من نظرياته العلمية التي لم تكن معروفة قبله، وهي لا تزال تدرس في جامعات الشيعة الدينية، ومن نظريات صاحب المعالم التي لا تزال محط الأنظار نظرية المعنى الحرفي
3. كتاب مناسك الحج
4. الرسالة الاثنى عشرية في الصلاة: شرحها الشيخ بهاء الدين العاملي
5. مشكاة القول السديد في تحقيق معنى الاجتهاد والتقليد
6. كتاب الاجازات
7. التحرير الطاووسي في الرجال: وهو تهذيب كتاب حل الاشكال في معرفة الرجال للسيد جمال الدين أحمد بن موسى بن طاووس الحسني واقتصر فيه على التكلم في أسانيد ما له دخل بالرجال من خصوص أخبار كتاب الكشي، وقد قام بتحقيقه وتخريج مصادره محمد حسن ترحيني العاملي، كما قام بتحقيق نسخة أخرى منه أيضا الشيخ فاضل الجواهري وذلك تحت إشراف محمود المرعشي وهو أشمل من التحقيق الأول
8. رسالة في المنع من تقليد الميت
9. شرح على ألفية الشهيد
10. تعاليقه على مختلف العلامة وعلى شرح اللمعة
11. تعاليقه على الكتب الاربعة: الكافي والفقيه والتهذيب والاستبصار.
12. ترتيب مشيخة من لا يحضره الفقيه
13. جوابات المسائل المدنيات الأولى والثانية والثالثة
14. رسالة في عدم قبول تزكية الواحد
15. الفصول الانيفة.
16. الفوائد الرجالية
17. النفحة القدسية لايقاظ البرية
18. ديوان شعر جمعه تلميذه الشيخ نجيب الدين علي بن محمد بن مكي العاملي.
19. إجازته الكبيرة لنجم الدين بن محمد الحسنى تقرب من ثمانين صحيفة يحتوي علما جما في معرفة المشايخ وطبقاتهم، طبع في إجازات البحار.

## سيرته العلمية
كان صاحب المعالم حسن الخط جيد الضبط عجيب الاستحضار حافظا للرجال والأصول والأخبار.
كان ينكر كثرة التصنيف مع عدم التحرير ويبذل جهده في تحقيق ما ألفه.
كان من الرواد في تنقيح أخبار الكتب الأربعة عند الشيعة، وأول كتاب نعرفه في انتقاء الأحاديث الصحيحة والحسان من الكتب الأربعة هو كتابه «منتقى الجمان».
كان من أوائل الذين عملوا على تنقيح وتنظيم المباحث الأصولية، وتحرير مسائلها وتنظيمها وتبويبها ضمن مقدمات ومطالب وذلك من خلال كتابه معالم الدين.
كان من السباقين في الرد على الإخباريين بتأليف كتابين هما «مشكاة القول السديد في تحقيق معنى الاجتهاد والتقليد» و«رسالة في المنع من تقليد الميّت» لما ظهر في الأوساط العلمية من بوادر الحركة الإخبارية، التي كانت تحرّم الاجتهاد ولا تجوّز التقليد، وتجوّز أخذ الحكم من الحيّ والميّت. وهذا يدلّ على ظهور الإخبارية في مستهلِّ القرن الحادي عشر.

## ما قيل فيه
- قال الشيخ الحر العاملي في أمل الآمل:«ان عالما فاضلا كاملا متبحرا محققا ثقة نقة، فقيها وجيها نبيها محدثا، جامعا للفنون، أديبا شاعرا، زاهدا عابدا ورعا، جليل القدر، عظيم الشأن كثير المحاسن، وحيد دهره، أعرف أهل زمانه بالفقه والحديث والرجال».[27]
- وقال المير مصطفى التفرشي في كتابه نقد الرجال:«إنه وجه من وجوه أصحابنا، ثقة عين صحيح الحديث، ثبت، واضح الطريقة، نقي الكلام، جيد التأليف»[28]
- قال عنه الميرزا عبد الله الأفندي: «الفقيه الجليل والحدث الأصولي الكامل النبيل المعروف بصاحب المعالم، كان قدس سره ذا النفس الطاهرة والفضل الجامع والمكارم الباهرة... كان رضي الله عنه علامة عصره وفهامة دهره، وهو وأبوه وجده الأعلى وجده الأدنى وابنه وسبطه قدس الله أرواحهم كلهم من أعاظم العلماء...».[29]
- اما الخوانساري فقد عبر عنه في كتابه روضات الجنات: «أمره في العلم والفقه والتبحر والتحقيق وحسن السليقة وجودة الفهم وجلالة القدر وكثرة المحاسن والكمالات أشهر من أن يذكر وأبين من أن يسطر...».[30]
- وقال علي خان المدني في سلافة العصر:«الشيخ حسن بن زين الدين الشهيد الثاني العاملي شيخ المشايخ الجلة، ورئيس المذهب والملة، الواضح الطريق والسنن، الموضح للفروض والسنن، يم العلم الذي يفيد ويفيض، وجم الفضل الذي لا ينضب ولا يغيض، المحقق الذي لا يراع له يراع، والمدقق الذي راق فضله وراع، المتفنن في جميع الفنون، والمفتخر به الآباء والبنون، قام مقام والده في تمهيد قواعد الشرائع، وشرح الصدور بتصنيفه الرائق وتأليفه الرائع، فنشر للفضائل حللا مطرزة الأكمام، وماط عن مباسم أزهار العلوم لثام - الكمام، وشنف المسامع بفرائد الفوائد، وعاد على الطلاب بالصلات والعوائد، وأما الأدب فهو روضه الأريض، ومالك زمام السجع منه والقريض، والناظم لقلائده وعقوده. والمميز عروضه من نقوده، وسأثبت منه ما يزدهيك إحسانه وتطيعك خرائده وحسانه...».[31]

## زهده وأخلاقه
- كان نقش خاتمه «بمحمد والآل معتصم، حسن بن زيد الدين عبدهم».
- كان لا يحوز قوت أكثر من أسبوع.
- كان هو ومحمد صاحب المدارك في التحصيل كفرسي رهان ورضيعي لبان، وكانا متقاربين في السن، ولما توفي محمد صاحب المدارك كتب على قبره «من المؤمنين رجال صدقوا ما عاهدوا الله عليه فمنهم من قضى نحبه ومنهم من ينتظر وما بدلوا تبديلا»، ورثاه بأبيات كتبها على قبره أيضا:

## شعره
جمع في ثقافته بين الفقه والأدب والشعر فكان خصب الشاعرية وشعره فيه تأثر وتعبير صريح عن واقع الحال.
وأما عن شعره فقد جمعه تلميذه الشيخ نجيب الدين علي بن محمد بن مكي العاملي في كتاب واحد.

### من شعره
من شعره هذه القصيدة التي يبدو فيها شاعرا منفعلا وجدانياً يسمو بشعره إلى فن الحكمة:

### بين ابن خاتون وابن الشهيد الثّاني
قيل أن الشيخ محمد بن أحمد بن خاتون العاملي العيناثي ذهب إلى قرية من قرى جبل عامل تسمّى المعشوقة فكتب بعض أبيات على جدار مسجدها، وكتب اسمه تحتها، وبعد مدّة دخل الشّيخ حسن إلى جامع القرية المذكورة فلمّا رأى الأبيات كتب تحتها:
وكتب تحتها اسمه.
وبعد مدّة دخل الشيخ ابن خاتون إلى الجامع المذكور، فرأى تحت أبياته أبيات الشيخ حسن. فطلب دواة وقلماً وأراد أن يكتب تحتها، فالتمس منه بعض تلاميذه وهو الشيخ مفلح بن سنقر أن يأذن له بالكتابة تحتها، فأذن له فكتب:
وكتب تحتها اسمه.
وبعد مدّة دخل الشّيخ حسن إلى الجامع المذكور فرأى الأبيات فقال له بعض أصحابه: ينبغي أن نكتب تحتها، فقال: أولى من هذا أن نمحي الجميع، ثمّ محى الجميع.

### حنينه إلى النجف ومجالسها
ومن شعره هذه الأبيات التي تنضح بالحنين للنجف ومجالسه

## وفاته
توفي أول محرم سنة 1011 هجرية، في قرية جباع ودفن فيها، وقبره بالقرب من قبر صاحب المدارك.
في العام 1432هجري (2011 ميلادي) قامت جمعية آل البيت بتجديد بناء القبرين.

## وصلات خارجية
بغية المريد في أحوال الشيخ الشهيد زين الدين الجبعي العاملي وفيه ذكر لإبنه الشيخ حسن صاحب المعالم